# Nigéria nos Jogos Olímpicos de Verão de 2008
A Nigéria competiu nos Jogos Olímpicos de Verão de 2008, em Pequim, na China.

## Medalhas
| Atleta | Esporte | Evento                       | Medalha |
| --- | --- | ---------------------------- | ------- |
| \| Olubayo Adefemi Dele Adeleye Oluwafemi Ajilore Efe Ambrose Victor Anichebe Onyekachi Apam Emmanuel Ekpo Ikechukwu Ezenwa Promise Isaac \| Monday James Sani Kaita Chinedu Obasi Victor Obinna Peter Odemwingie Chibuzor Okonkwo Solomon Okoronkwo Oladapo Olufemi Ambruse Vanzekin \| | Futebol | Masculino                    | Prata   |
| Chika Chukwumerije | Taekwondo | Mais de 80 kg masculino      | Bronze  |
| Franca Idoko Gloria Kemasuode Halimat Ismaila Oludamola Osayomi Agnes Osazuwa | Atletismo | Revezamento 4x100 m feminino | Bronze  |
| Blessing Okagbare | Atletismo | Salto em distância feminino  | Bronze  |
| Olubayo Adefemi Dele Adeleye Oluwafemi Ajilore Efe Ambrose Victor Anichebe Onyekachi Apam Emmanuel Ekpo Ikechukwu Ezenwa Promise Isaac | Monday James Sani Kaita Chinedu Obasi Victor Obinna Peter Odemwingie Chibuzor Okonkwo Solomon Okoronkwo Oladapo Olufemi Ambruse Vanzekin |                              |         |

## Desempenho

### Atletismo
Quinze homens e dezoito mulheres obtiveram qualificação para representar a Nigéria no atletismo.
Masculino
| Atletas                                                    | Evento             | Preliminares  | Preliminares  | Quartas     | Quartas     | Semifinal   | Semifinal   | Final       | Final       |
| Atletas                                                    | Evento             | Marca         | Posição       | Marca       | Posição     | Marca       | Posição     | Marca       | Posição     |
| ---------------------------------------------------------- | ------------------ | ------------- | ------------- | ----------- | ----------- | ----------- | ----------- | ----------- | ----------- |
| Obinna Metu                                                | 100 metros         | 10s34         | 23º           | 10s27       | 26º         | Não avançou | Não avançou | Não avançou | Não avançou |
| Obinna Metu                                                | 200 metros         | 20s62         | 15º           | 20s65       | 23º         | Não avançou | Não avançou | Não avançou | Não avançou |
| Olusoji Fasuba                                             | 100 metros         | 10s29         | 20º           | 10s21       | 18º         | Não avançou | Não avançou | Não avançou | Não avançou |
| Uchenna Emedolu                                            | 100 metros         | 10s46         | 41º           | Não avançou | Não avançou | Não avançou | Não avançou | Não avançou | Não avançou |
| Godday James                                               | 400 metros         | 45s49         | 22º           |             |             | 45s24       | 18º         | Não avançou | Não avançou |
| Saul Weipogwa                                              | 400 metros         | 45s19         | 12º           |             |             | 45s02       | 12º         | Não avançou | Não avançou |
| Selim Nurudeen                                             | 110m com barreiras | 13s58         | 18º           | 13s66       | 22º         | Não avançou | Não avançou | Não avançou | Não avançou |
| Onyeabor Ngwogu Obinna Metu Chinedu Oriala Uchenna Emedolu | Revezamento 4x100m | Não completou | Não completou |             |             |             |             | Não avançou | Não avançou |

Feminino
| Atletas                                                                       | Evento             | Preliminares                               | Preliminares | Quartas     | Quartas     | Semifinal   | Semifinal   | Final                                      | Final             |
| Atletas                                                                       | Evento             | Marca                                      | Posição      | Marca       | Posição     | Marca       | Posição     | Marca                                      | Posição           |
| ----------------------------------------------------------------------------- | ------------------ | ------------------------------------------ | ------------ | ----------- | ----------- | ----------- | ----------- | ------------------------------------------ | ----------------- |
| Franca Idoko                                                                  | 100 metros         | 11s61                                      | 36º          | 11s66       | 35º         | Não avançou | Não avançou | Não avançou                                | Não avançou       |
| Halimat Ismaila                                                               | 100 metros         | 11s72                                      | 46º          | Não avançou | Não avançou | Não avançou | Não avançou | Não avançou                                | Não avançou       |
| Oludamola Osayomi                                                             | 100 metros         | 11s13                                      | 1º           | 11s28       | 12º         | 11s44       | 13º         | Não avançou                                | Não avançou       |
| Oludamola Osayomi                                                             | 200 metros         | 23s31                                      | 23º          | 23s27       | 21º         | Não avançou | Não avançou | Não avançou                                | Não avançou       |
| Gloria Kemasuode                                                              | 200 metros         | 23s72                                      | 37º          | Não avançou | Não avançou | Não avançou | Não avançou | Não avançou                                | Não avançou       |
| Folashade Abugan                                                              | 400 metros         | 51s45                                      | 14º          |             |             | 51s30       | 14º         | Não avançou                                | Não avançou       |
| Joy Amechi Eze                                                                | 400 metros         | 51s97                                      | 23º          |             |             | 51s87       | 17º         | Não avançou                                | Não avançou       |
| Toyin Augustus                                                                | 100m com barreiras | 13s34                                      | 30º          |             |             | Não avançou | Não avançou | Não avançou                                | Não avançou       |
| Franca Idoko Gloria Kemasuode Oludamola Osayomi Halimat Ismaila Agnes Osazuwa | Revezamento 4x100m | Idoko Kemasuode Osazuwa Osayomi 43s43 (SB) | 6º           |             |             |             |             | Idoko Kemasuode Ismaila Osayomi 43s04 (SB) | Medalha de bronze |
| Folashade Abugan Joy Amechi Eze Oluoma Nwoke Ajoke Odumosu                    | Revezamento 4x100m | 3m24s10 (SB)                               | 5º           |             |             |             |             | 3m23s74 (SB)                               | 7º                |
| Doreen Amata                                                                  | Salto em altura    | 1,89m                                      | 16º          |             |             |             |             | Não avançou                                | Não avançou       |
| Blessing Okagbare                                                             | Salto em distância | 6,59m                                      | 12º          |             |             |             |             | 6,91m                                      | Medalha de bronze |
| Chinonye Ohadugha                                                             | Salto em altura    | 13,29m                                     | 30º          |             |             |             |             | Não avançou                                | Não avançou       |
| Vivian Chukwuemeka                                                            | Arremesso de peso  | 17,15m                                     | 24º          |             |             |             |             | Não avançou                                | Não avançou       |

### Badminton
Feminino
| Atleta       | Evento  | Fase de 64                          | Fase de 32             | Fase de 16             | Quartas                | Semifinais             | Final                  | Final       |
| Atleta       | Evento  | Adversário e resultado              | Adversário e resultado | Adversário e resultado | Adversário e resultado | Adversário e resultado | Adversário e resultado | Posição     |
| ------------ | ------- | ----------------------------------- | ---------------------- | ---------------------- | ---------------------- | ---------------------- | ---------------------- | ----------- |
| Grace Daniel | Simples | CZE K. Ludíková D 0-2 (13-21; 8-21) | Não avançou            | Não avançou            | Não avançou            | Não avançou            | Não avançou            | Não avançou |

### Boxe
A Nigéria qualificou quarto boxeadores para o torneio olímpico de boxe. Todos se classificaram no segundo torneio qualificatório africano.
| Atleta              | Evento           | Fase de 32             | Fase de 16                  | Quartas                | Semifinais             | Final                  |
| Atleta              | Evento           | Adversário e resultado | Adversário e resultado      | Adversário e resultado | Adversário e resultado | Adversário e resultado |
| ------------------- | ---------------- | ---------------------- | --------------------------- | ---------------------- | ---------------------- | ---------------------- |
| Rasheed Lawal       | Peso leve        |                        | ARM H. Javakhyan D PTS 0:12 | Não avançou            | Não avançou            | Não avançou            |
| Dauda Izobo         | Peso meio-pesado | GHA B. Samir D RSC     | Não avançou                 | Não avançou            | Não avançou            | Não avançou            |
| Olanrewaju Durodola | Peso pesado      |                        | CUB O. Acosta D PTS 0:11    | Não avançou            | Não avançou            | Não avançou            |
| Onorede Ehwareme    | Peso superpesado |                        | LTU J. Jakšto D PTS 1:11    | Não avançou            | Não avançou            | Não avançou            |

### Futebol
Masculino
| Equipe | Equipe | Fase de grupos                                                   | Fase de grupos | Quartas                   | Semifinal              | Final                  | Pos.             |
| Equipe | Equipe | Adversário e resultado                                           | Pos.           | Adversário e resultado    | Adversário e resultado | Adversário e resultado | Pos.             |
| --- | --- | ---------------------------------------------------------------- | -------------- | ------------------------- | ---------------------- | ---------------------- | ---------------- |
| Olubayo Adefemi Dele Adeleye Oluwafemi Ajilore Efe Ambrose Victor Anichebe Onyekachi Apam Emmanuel Ekpo Ikechukwu Ezenwa Promise Isaac | Monday James Sani Kaita Chinedu Obasi Victor Nsofor Obinna Peter Odemwingie Chibuzor Okonkwo Solomon Okoronkwo Oladapo Olufemi Ambruse Vanzekin | NED Países Baixos E 0-0 JPN Japão V 2-1 USA Estados Unidos V 2-1 | 1º (Gr. B)     | CIV Costa do Marfim V 2-0 | BEL Bélgica V 4-1      | ARG Argentina D 0-1    | Medalha de prata |

Feminino
| Equipe | Equipe | Fase de grupos                                                | Fase de grupos | Quartas                | Semifinal              | Final                  | Pos. |
| Equipe | Equipe | Adversário e resultado                                        | Pos.           | Adversário e resultado | Adversário e resultado | Adversário e resultado | Pos. |
| --- | --- | ------------------------------------------------------------- | -------------- | ---------------------- | ---------------------- | ---------------------- | ---- |
| Precious Dede Tochukwu Oluehi Efioanwan Ekpo Ayisat Yusuf Rita Chikwelu Lilian Cole Ulumma Jerome Perpetua Nkwocha Kikelomo Ajayi | Stella Mbachu Sarah Michael Faith Ikidi Tawa Ishola Edith Eduviere Onome Ebi Ifeanyi Chiejine Cynthia Uwak Christie George | PRK Coreia do Norte D 0-1 GER Alemanha D 0-1 BRA Brasil D 1-3 | 4º (gr. F)     | Não avançou            | Não avançou            | Não avançou            | 12º  |

### Halterofilismo
Masculino
| Atleta         | Evento | Arranque (kg) | Arremesso (kg) | Total (kg) | Posição |
| -------------- | ------ | ------------- | -------------- | ---------- | ------- |
| Felix Ekpo     | -77kg  | 143,0         | 182,0          | 325,0      | 15º     |
| Benedict Uloko | -85kg  | 148,0         | 191,0          | 339,0      | 13º     |

Feminino
| Atleta       | Evento | Arranque (kg) | Arremesso (kg) | Total (kg) | Posição |
| ------------ | ------ | ------------- | -------------- | ---------- | ------- |
| Mariam Usman | +75kg  | 115,0         | 150,0          | 265,0      | 5º      |

### Judô
Feminino
| Atleta       | Evento | Preliminares           | Fase de 32             | Fase de 16                 | Quartas                | Semifinais             | Repescagem             | Repescagem             | Repescagem             | Final                  | Final       |
| Atleta       | Evento | Preliminares           | Fase de 32             | Fase de 16                 | Quartas                | Semifinais             | 1ª fase                | Quartas                | Semifinais             | Final                  | Final       |
| Atleta       | Evento | Adversário e resultado | Adversário e resultado | Adversário e resultado     | Adversário e resultado | Adversário e resultado | Adversário e resultado | Adversário e resultado | Adversário e resultado | Adversário e resultado | Pos.        |
| ------------ | ------ | ---------------------- | ---------------------- | -------------------------- | ---------------------- | ---------------------- | ---------------------- | ---------------------- | ---------------------- | ---------------------- | ----------- |
| Vivian Yusuf | -78 kg |                        |                        | GER H. Wollert D 0000-1000 | Não avançou            | Não avançou            | Não avançou            | Não avançou            | Não avançou            | Não avançou            | Não avançou |

### Lutas
Livre masculino
| Atleta         | Evento  | Preliminar             | Oitavas de final           | Quartas de final       | Semifinal              | Repescagem 1ª rodada   | Repescagem 2ª rodada   | Final                  | Final       |
| Atleta         | Evento  | Adversário e resultado | Adversário e resultado     | Adversário e resultado | Adversário e resultado | Adversário e resultado | Adversário e resultado | Adversário e resultado | Pos.        |
| -------------- | ------- | ---------------------- | -------------------------- | ---------------------- | ---------------------- | ---------------------- | ---------------------- | ---------------------- | ----------- |
| Wilson Siewari | -120 kg |                        | SVK D. Musuľbes D 0-3, 0-6 | Não avançou            | Não avançou            | Não avançou            | Não avançou            | Não avançou            | Não avançou |

Livre feminino
| Atleta             | Evento | Preliminar             | Oitavas de final       | Quartas de final       | Semifinal              | Repescagem 1ª rodada   | Repescagem 2ª rodada   | Final                  | Final       |
| Atleta             | Evento | Adversário e resultado | Adversário e resultado | Adversário e resultado | Adversário e resultado | Adversário e resultado | Adversário e resultado | Adversário e resultado | Pos.        |
| ------------------ | ------ | ---------------------- | ---------------------- | ---------------------- | ---------------------- | ---------------------- | ---------------------- | ---------------------- | ----------- |
| Amarachi Obiajunwa | -72 kg |                        | USA A. Bernard D F     | Não avançou            | Não avançou            | Não avançou            | Não avançou            | Não avançou            | Não avançou |

### Natação
Masculino
| Atleta(s)      | Evento     | Eliminatórias | Eliminatórias | Semifinal   | Semifinal   | Final       | Final       |
| Atleta(s)      | Evento     | Tempo         | Posição       | Tempo       | Posição     | Tempo       | Posição     |
| -------------- | ---------- | ------------- | ------------- | ----------- | ----------- | ----------- | ----------- |
| Yellow Yei Yah | 50 m livre | 24s00         | 55º           | Não avançou | Não avançou | Não avançou | Não avançou |

Feminino
| Atleta(s)  | Evento     | Eliminatórias | Eliminatórias | Semifinal   | Semifinal   | Final       | Final       |
| Atleta(s)  | Evento     | Tempo         | Posição       | Tempo       | Posição     | Tempo       | Posição     |
| ---------- | ---------- | ------------- | ------------- | ----------- | ----------- | ----------- | ----------- |
| Ngozi Monu | 50 m livre | 27s39         | 52º           | Não avançou | Não avançou | Não avançou | Não avançou |

### Taekwondo
Masculino
| Atleta             | Evento | Preliminares              | Quartas                   | Semifinais              | Repescagem             | Final                                      | Posição           |
| Atleta             | Evento | Adversário e resultado    | Adversário e resultado    | Adversário e resultado  | Adversário e resultado | Adversário e resultado                     | Posição           |
| ------------------ | ------ | ------------------------- | ------------------------- | ----------------------- | ---------------------- | ------------------------------------------ | ----------------- |
| Isah Adam Muhammad | -68kg  | MEX I. Islas V 2-2 (SUP)  | PER P. López D 0-3        | Não avançou             | Não avançou            | Não avançou                                | Não avançou       |
| Chika Chukwumerije | +80kg  | VIE Nguyen Van Hung V 3-1 | MLI D. Modibo Keita V 1-0 | GRE A. Nikolaidis D 2-3 |                        | Disputa pelo bronze: UZB A. Irgashev V 4-3 | Medalha de bronze |

### Tênis de mesa
Masculino
| Atleta(s)        | Evento     | Preliminar                                                     | 1ª etapa                                                         | 2ª etapa                                                   | 3ª etapa                                                       | 4ª etapa               | Quartas                | Semifinais             | Final                  |
| Atleta(s)        | Evento     | Adversário e resultado                                         | Adversário e resultado                                           | Adversário e resultado                                     | Adversário e resultado                                         | Adversário e resultado | Adversário e resultado | Adversário e resultado | Adversário e resultado |
| ---------------- | ---------- | -------------------------------------------------------------- | ---------------------------------------------------------------- | ---------------------------------------------------------- | -------------------------------------------------------------- | ---------------------- | ---------------------- | ---------------------- | ---------------------- |
| Monday Merotohun | Individual | TUR C. Zeng D 2-4 (12-10, 5-11, 8-11, 11-8, 10-12, 9-11)       | Não avançou                                                      | Não avançou                                                | Não avançou                                                    | Não avançou            | Não avançou            | Não avançou            | Não avançou            |
| Segun Toriola    | Individual | USA D. Zhuang V 4-3 (8-11, 11-8, 2-11, 11-6, 9-11, 11-7, 11-8) | POR J. Monteiro V 4-3 (5-11, 11-7, 11-7, 5-11, 11-9, 9-11, 11-7) | BEL J-M. Saive V 4-2 (11-8, 11-7, 8-11, 9-11, 11-3, 12-10) | KOR Oh S-E. D 3-4 (14-12, 13-15, 6-11, 5-11, 11-9, 11-9, 7-11) | Não avançou            | Não avançou            | Não avançou            | Não avançou            |

| Atletas                                      | Evento  | Fase de grupos         | Fase de grupos | Semifinal              | Final                  | Pos.        |             |
| Atletas                                      | Evento  | Adversário e resultado | Pos.           | Adversário e resultado | Adversário e resultado | Pos.        |             |
| -------------------------------------------- | ------- | ---------------------- | -------------- | ---------------------- | ---------------------- | ----------- | ----------- |
| Kazeem Nosiru Segun Toriola Monday Merotohun | Equipes | JPN Japão D 0-3        | 3º (Grupo D)   | Não avançou            | Não avançou            | Não avançou | Não avançou |
| Kazeem Nosiru Segun Toriola Monday Merotohun | Equipes | HKG Hong Kong D 0-3    | 3º (Grupo D)   | Não avançou            | Não avançou            | Não avançou | Não avançou |
| Kazeem Nosiru Segun Toriola Monday Merotohun | Equipes | RUS Rússia V 3-2       | 3º (Grupo D)   | Não avançou            | Não avançou            | Não avançou | Não avançou |

Feminino
| Atleta(s)           | Evento     | Preliminar                                           | 1ª etapa               | 2ª etapa               | 3ª etapa               | 4ª etapa               | Quartas                | Semifinais             | Final                  |
| Atleta(s)           | Evento     | Adversário e resultado                               | Adversário e resultado | Adversário e resultado | Adversário e resultado | Adversário e resultado | Adversário e resultado | Adversário e resultado | Adversário e resultado |
| ------------------- | ---------- | ---------------------------------------------------- | ---------------------- | ---------------------- | ---------------------- | ---------------------- | ---------------------- | ---------------------- | ---------------------- |
| Bose Kaffo          | Individual | AUS S. Sang Xu D 1-4 (8-11, 12-10, 9-11, 2-11, 7-11) | Não avançou            | Não avançou            | Não avançou            | Não avançou            | Não avançou            | Não avançou            | Não avançou            |
| Cecilia Otu Offiong | Individual | AUS Miao M. D 0-4 (7-11, 5-11, 5-11, 12-14)          | Não avançou            | Não avançou            | Não avançou            | Não avançou            | Não avançou            | Não avançou            | Não avançou            |

| Atletas                                        | Evento  | Fase de grupos           | Fase de grupos | Semifinal              | Final                  | Pos.        |             |
| Atletas                                        | Evento  | Adversário e resultado   | Pos.           | Adversário e resultado | Adversário e resultado | Pos.        |             |
| ---------------------------------------------- | ------- | ------------------------ | -------------- | ---------------------- | ---------------------- | ----------- | ----------- |
| Bose Kaffo Funke Oshonaike Cecilia Otu Offiong | Equipes | NED Países Baixos D 0-3  | 4º (Grupo B)   | Não avançou            | Não avançou            | Não avançou | Não avançou |
| Bose Kaffo Funke Oshonaike Cecilia Otu Offiong | Equipes | SIN Singapura D 0-3      | 4º (Grupo B)   | Não avançou            | Não avançou            | Não avançou | Não avançou |
| Bose Kaffo Funke Oshonaike Cecilia Otu Offiong | Equipes | USA Estados Unidos D 0-3 | 4º (Grupo B)   | Não avançou            | Não avançou            | Não avançou | Não avançou |